# Parce Domine
Parce Domine est une antienne catholique romaine chantée spécialement pendant la période du Carême.

## Analyse textuelle
Le texte de l'antienne Parce Domine cite Joël 2:17. Les premiers sacramentaires témoignent d'une variété d'oraisons inspirées par cette citation du prophète Joël, les différentes variantes ayant en commun de commencer par la formule itérative Parce, domine, parce...
Parce, Domine a été copiée, adaptée et intégrée dans les liturgies locales, et elle a par exemple servi de modèle pour la prière irlandaise de Saint Mugint, qui aurait été composée au VIe siècle par Finnian de Moville comme imitation de l'antienne romaine. On la retrouve dans un manuscrit du IXe siècle d'un moine irlandais érudit à la cour du roi Æthelstan. Aux mots Parce, Domine, parce populo tuo est ajouté avec une écriture différente : Parce domine peccantibus, ignosce penitentibus, misere nobis te suggérant un lien fort avec le Carême comme temps liturgique de conversion des pénitents. L'antienne apparaît de nouveau dans le bréviaire de Sarum et aussi dans le bréviaire d'Aberdeen après les sept psaumes pénitentiels.

## Usage liturgique
Parce Domine est une complainte de Carême. C'est l'un des répons désignés pour être chantés par le chœur lors de l'imposition des cendres le mercredi des Cendres.
Ce répons a été prescrit universellement pour l'Église latine par le Missale Romanum du Pape Pie V depuis 1596 comme l'hymne à chanter lors de l'imposition des cendres qui devait être faite avant la célébration de la Sainte Messe du mercredi des Cendres.
Pendant l'Ancien Régime, dans un dernier plaidoyer en faveur de leur conversion, Parce Domine était chanté lors des exécutions de criminels avant le Miserere.
Après la Restauration, l'abbé J. Marbeuf compose un cantique intitulé Parce Domine qui servait notamment au salut du Saint-Sacrement pendant le Carême. Ce cantique est composé de sept vers qui comportent chacun l'évocation d'un des maux qui affligent la société, la France ou le monde ; c'était une sorte de catharsis où tous les péchés étaient mis au jour. Les pénitents demandent alors au Christ son pardon, lui déclarent leur amour et lui demandent d'oublier leurs fautes.
Parce Domine était encore un hymne populaire dans de nombreuses paroisses tout au long du XXe siècle.
Avec O, Roma nobilis, cet hymne a été choisi comme l'un des hymnes du Jubilé de 1950 décrété par le pape Pie XII, afin d'insister sur la dimension pénitentielle de cette année sainte après la Seconde Guerre mondiale.

## Texte
| Latin                                                            | Français                                                                                   |
| ---------------------------------------------------------------- | ------------------------------------------------------------------------------------------ |
| Parce, Domine, parce populo tuo: ne in aeternum irascaris nobis. | Epargne-nous: ô bon Dieu, épargne ton peuple et ne sois point irrité contre nous à jamais. |

## Musique
La mélodie grégorienne de Parce, Domine a servi de base à de riches développements musicaux. Le refrain grégorien de Parce Domine est également chanté avec des vers du miserere utilisant le tonus peregrinus.
Au XVe siècle, avec le style flamand caractérisé par un contrepoint libre avec des suggestions occasionnelles d'imitation, Jacob Obrecht compose un motet basé sur Parce Domine, avec des lignes soprano et d'alto difficiles mais un simple cantus firmus en demi-notes pour les barytons. C'est une illustration du mode éolien dans le Dedokachordon compilé par Heinrich Glarean, un ouvrage théorique important du XVIe siècle dans lequel le système traditionnel des huit modes est étendu à douze. La complexité de sa polyphonie provient sans doute d'une méthode de composition symbolisante basée sur des principes kabbalistiques et mathématiques.
Utilisant le texte source de Parce Domine, Thomas Tallis et son élève William Byrd composent In Jejunio et Fletu en 1575, dans le cadre d'une publication des Cantiones Sacrae, un important recueil de motets sacrés : ils traitent le texte original avec une grande liberté, ajoutant le pathos à l'émotion avec des répétitions multiples de parce populo tuo.
En 1952, Claire Delbos écrit et publie la dernière œuvre de sa vie — en même temps que « Les Mains de l'abîme » de Messiaen — une pièce pour orgue solo intitulée Parce, Domine pour le temps du Carême.

## Culture populaire
En tant que locus terribilis du mercredi des Cendres, Parce Domine s'est popularisé comme un cri désespéré vers Dieu dans un appel à la conversion. On le retrouve par exemple dans un sonnet de Paul Verlaine.
Adolphe Willette a peint une toile intitulée Parce Domine en 1884, qui semble être son chef-d'œuvre.
Parce Domine a également été choisi comme titre par la série télévisée de Westworld, Parce Domine.